# Koń (album)
Koń – drugi album studyjny polskiego zespołu Małe Miasta tworzącego nowoczesną muzykę elektroniczną. Został wydany 9 października 2015 przez firmę Alkopoligamia.com, w dystrybucji CD-Contact. Materiał z płyty przed jej wydaniem zespół prezentował na wielu festiwalach i koncertach, m.in. Open’er, Off Festival, Tauron Nowa Muzyka, Hip-Hop Kemp czy Spring Break. Szczególnym wyróżnieniem okazało się jednak zaproszenie zespołu na sesje nagraniowe przez amerykańską publiczną radiostację KEXP i umieszczenie pierwszego singla z płyty „Już prawie tańczę” na najwyższej rotacji playlisty. Na albumie znaleźli się różni gości, a wśród nich m.in.: Wojtek Mazolewski, Taco Hemingway, donGURALesko, Ras czy W.E.N.A.. Album zadebiutował na oficjalnej liście sprzedaży płyt w Polsce na miejscu 13.

## Lista utworów[9]
1. Piątek
2. Średnie cele
3. Koń (gościnnie: GURAL-NA-BANI, R.A.U., Abel)
4. Już prawie tańczę
5. Czarne ciuchy (gościnnie: Paluch)
6. Grosik (gościnnie: Ras)
7. Postaranie (gościnnie: Taco Hemingway)
8. 122 000 (gościnnie: W.E.N.A.)
9. Za darmo (gościnnie: Stasiak, Wojtek Mazolewski)
10. Pierdol to (gościnnie: Justyna Święs)
11. Nowe straty
12. Kraków